# エルミタージュAOC
エルミタージュ （Hermitage）は、フランスワインの名称。
AOCエルミタージュのぶどう畑は、タン＝レルミタージュ、クローズ・エルミタージュ、ラルナージュの3つの村にある丘の南西側の急斜面にある。130haの畑から、年に73萬本が出荷されている。
白ワインもごく少量作られるが、大半は赤ワインである。ぶどう品種は、シラーが85%以上、酸味を補うために、白ぶどうのルーサンヌまたはマルサンヌを15%以内で混醸することが認められている。
ワインは非常に力強く、濃い紫を帯びた赤で、護謨の焦げたような、あるいは火打ち石を打ったようなといわれる香りを持ち、豊かな渋みと穏やかな酸味、それにかすかな甘みを感じる。ワインは、ボルドーメドックのワインとともに、最も長命な赤ワインの一つで、よいヴィンテージのものは、50年くらいのものでもおいしく飲める。